# Modelo resistor real
Modelo de resistor real
Para el estudio de un resistor real hay que tener ciertas consideraciones debido a que los materiales de construcción no son ideales. Por un lado hay que considerar la resistencia de contacto entre el terminal y la  resistencia propiamente dicha, la  resistencia de contacto entre el terminal y el circuito, y la  resistencia del material del terminal. 
 Por lo que la suma de todas estas se las representa como una única  resistencia (Rc) en serie a cada lado de la  resistencia nominal.
Por otro lado se sabe que los dieléctricos que rodean al resistor tampoco son perfectos (incluido el aire) por lo que existen corrientes de fuga. Estas corrientes se la modeliza como una  resistencia de fuga (RF) en paralelo. 
Si bien el introducir todas estas consideraciones en el estudio de un circuito complicaría demasiado los cálculos, se pueden hacer algunas apreciaciones que lo simplificaría.
Debido a que los valores de las  resistencias de contacto son muy bajos (del orden de los mΩ), puede ser despreciable cuando se trabaja con resistores de valores medios o altos.
De igual manera, sabiendo que las corrientes de fuga suelen ser muy pequeñas, se las representa con una RF de valor muy alto (del orden de los 100MΩ), por lo que se la puede despreciar cuando se trabaja con resistores de valores medios o bajos.
Aplicando las consideraciones anteriormente dichas, se puede simplificar bastante el modelo, quedando 3 modelos diferentes, dependiendo del valor del resistor con el que trabaje. Pudiendo clasificarlas en resistencias de bajo valor, * resistencias de valor medio y resistencias de alto valor.